# Пограничный конфликт между Джибути и Эритреей
Пограничный конфликт между Джибути и Эритреей — вооружённый конфликт между Джибути и Эритреей.

## Ход сражения
10 июня 2008 года эритрейские войска пересекли границу с Джибути и открыли огонь по позициям войск соседнего государства. Войска Джибути были вынуждены отступить, Исмаил Омар Гелле объявил о мобилизации всех солдат и полицейских (включая тех, кто вышел на пенсию начиная с 2004 года). Однако Эритрея заявила, что это правительство Джибути спровоцировало данный конфликт. В заявлении министерства иностранных дел Эритреи было сказано, что Джибути пытается втянуть Эритрею в военную авантюру. Французские солдаты оказывали техническую и медицинскую помощь армии Джибути, а также делились разведданными. 13 июня 2008 года стороны объявили о прекращении огня, спорный участок границы заняли войска Эритреи.

## Последствия
Джибути находится под покровительством США и Франции (которые имеют свои военные базы на территории Джибути), поэтому Эритрея оказалась в крайне невыгодном положении после окончания активной фазы войны. Эти страны не только объявили Эритрею агрессором, но и обвинили её в связях с криминальным исламистским подпольем в Сомали. Под сильным международным давлением эритрейцы были вынуждены отступить на довоенные позиции. На границе между государствами были размещены миротворческие войска из Катара.